# Edmond T. Gréville
Edmond T. Gréville (20 de junio de 1906 – 26 de mayo de 1966) fue un director y guionista cinematográfico de nacionalidad francesa.

## Biografía
Nacido en Niza, Francia,  era hijo de un matrimonio francobritánico, siendo su padre un pastor protestante. Gréville inició su carrera como periodista y crítico cinematográfico. A la vez que hacía unas pocas actuaciones en filmes mudos y en la primera película sonora de René Clair, Bajo los techos de París (1930), él dirigió sus primeros cortos. Su experiencia inicial en la dirección tuvo lugar en la producción de Abel Gance Napoleón, en 1927. Después trabajó como ayudante de dirección, destacando en ese puesto su participación en el film inglés Piccadilly, y en L'Arlésienne (dirigido por Jacques de Baroncelli), Prix de beauté (de Augusto Genina, con Louise Brooks) y en la cinta de Abel Gance La Fin du Monde. 
Entre 1930 y 1940 rodó varias películas, entre ellas Le Train des suicidés (1931), Remous (1934, con Françoise Rosay), y dos comedias musicales, Princesse Tam Tam (1935, con Josephine Baker), y Gypsy Melody (1936, con Lupe Vélez). De nuevo en el Reino Unido, filmó Mademoiselle Docteur con Dita Parlo y John Loder, y Menaces (1938, con Mireille Balin y Erich von Stroheim). Sus películas se caracterizaban por una pesada atmósfera cargada de erotismo y con un estilo original, con lo cual Gréville demostraba su independencia ante el cine de la época.
Durante la Segunda Guerra Mundial y la Ocupación hubo de dejar de dirigir, pero en 1948 rodó un film angloholandés sobre la resistencia y la colaboración, But Not in Vain. Ese mismo año rodó con Carole Landis Noose, y en 1954 filmó Le Port du désir, con Jean Gabin. 
En sus últimos años, Gréville dirigió Beat Girl (1959, con Adam Faith) y un film de horror, The Hands of Orlac (1960, con Mel Ferrer). Su última película fue L'Accident (1963), con Magali Noël, basada en la novela de Frédéric David.
Además de cineasta, Gréville fue uno de los fundadores de la revista literaria Jabiru, junto a Jean-Georges Auriol, Jean Lévy, André Maugé y Henri Jeanson. Además escribió poesía (Norma) y novelas.
Edmond T. Greville falleció en 1966 en un hospital de Niza como consecuencia de las lesiones sufridas en un accidente de tráfico.

## Filmografía

### Como director
| - 1931 : Le Train des suicidés - 1932 : Le Triangle de feu - 1932 : Plaisirs de Paris - 1933 : Vacances conjugales - 1933 : Remous - 1935 : Marchand d'amour - 1935 : Princesse Tam Tam - 1936 : Gypsy Melody - 1937 : Brief Ecstasy - 1937 : Secret Lives - 1937 : Under Secret Orders - 1938 : What a Man ! - 1938 : Veertig jaren - 1940 : Menaces - 1943 : Une femme dans la nuit - 1945 : Dorothée cherche l'amour | - 1947 : Pour une nuit d'amour - 1947 : Le Diable souffle - 1948 : The Noose - 1948 : Niet tevergeefs - 1948 : But Not in Vain - 1949 : The Romantic Age - 1953 : L'Envers du paradis - 1955 : Le Port du désir - 1955 : Tant qu'il y aura des femmes - 1956 : Je plaide non coupable - 1958 : Quand sonnera midi - 1959 : L'Île du bout du monde - 1960 : L'Aguicheuse (Beat Girl) - 1961 : Les Menteurs - 1961 : Les Mains d'Orlac - 1963 : L'Accident |

### Como ayudante de dirección
- 1931 : La Fin du monde, de Abel Gance